# Calyptotheca symmetrica
Calyptotheca symmetrica is een mosdiertjessoort uit de familie van de Lanceoporidae.